# Ryan Richardson
Myles Mack (Paterson, Nueva Jersey, 14 de noviembre de 1995) es un baloncestista estadounidense que pertenece a la plantilla del St. John's Edge de la NBL Canadá. Con 1,93 metros de estatura, juega en la posición de escolta.

## Trayectoria deportiva

### Universidad
Jugó durante cuatro temporadas con los Wildcats de la Universidad Estatal de Weber, en las que promedió 8,8 puntos, 2,1 rebotes y 1,6 asistencias por partido. En su última temporada fue incluido en el tercer mejor quinteto de la Big Sky Conference.

### Profesional
Tras no ser elegido en el Draft de la NBA de 2018, en el mes de agosto firmó su primer contrato profesional con el nuevo equipo del Dutch Windmills de la Eredivisie, la primera división del baloncesto holandés. En  su primera temporada promedió 14,0 puntos y 2,5 rebotes por partido.